# Домініканська Республіка на літніх Олімпійських іграх 2004
Домініканська Республіка на літніх Олімпійських ігор 2004 року в Афінах була представлена 33 спортсменами (17 чоловіками та 16 жінками) у 9 видах спорту. Прапороносцем на церемонії відкриття Олімпійських ігор була волейболістка Франсія Джексон.
Країна водинадцяте взяла участь у літніх Олімпійських іграх. Домініканські атлети здобули одну золоту медаль з легкої атлетики. У неофіційному заліку Домініканська Республіка зайняла 54 загальнокомандне місце.

## Медалісти
| Медаль | Спортсмен     | Вид спорту     | Дисципліна                  |
| ------ | ------------- | -------------- | --------------------------- |
| Золото | Фелікс Санчес | легка атлетика | чоловіки, 400 м з бар'єрами |

## Учасники
| Вид спорту       | Чоловіки | Жінки | Разом |
| ---------------- | -------- | ----- | ----- |
| Легка атлетика   | 3        | 2     | 5     |
| Бокс             | 5        | 0     | 5     |
| Дзюдо            | 5        | 0     | 5     |
| Стрільба         | 1        | 0     | 1     |
| Настільний теніс | 1        | 1     | 2     |
| Тхеквондо        | 1        | 0     | 1     |
| Волейбол         | 0        | 12    | 12    |
| Важка атлетика   | 0        | 1     | 1     |
| Боротьба         | 1        | 0     | 1     |
| Разом            | 17       | 16    | 33    |

## Бокс
| Спортсмен           | Категорія | 1/32                               | 1/16                       | Чвертьфінал        | Півфінал           | Фінал              | Фінал      |
| Спортсмен           | Категорія | Суперник Результат                 | Суперник Результат         | Суперник Результат | Суперник Результат | Суперник Результат | Місце      |
| ------------------- | --------- | ---------------------------------- | -------------------------- | ------------------ | ------------------ | ------------------ | ---------- |
| Хуан Карлос Паяно   | до 51 кг  | Мунко Лхамаєв (BLR) W 26–18        | Жером Томас (FRA) L 17–36  | не пройшов         | не пройшов         | не пройшов         | не пройшов |
| Аргеніс Мендес      | до 54 кг  | Максим Третяк (UKR) L 24-30        | не пройшов                 | не пройшов         | не пройшов         | не пройшов         | не пройшов |
| Мануель Фелікс Діас | до 60 кг  | Bye                                | Серік Єлеуов (KAZ) L 16–28 | не пройшов         | не пройшов         | не пройшов         | не пройшов |
| Ісідро Москеа       | до 64 кг  | Гічам Нафіл (MAR) L 40–42          | не пройшов                 | не пройшов         | не пройшов         | не пройшов         | не пройшов |
| Хуан Убалдо         | до 75 кг  | Насам Н'дам Н'жикам (CMR) L 22–22+ | не пройшов                 | не пройшов         | не пройшов         | не пройшов         | не пройшов |

## Боротьба
Греко-римська боротьба
| Спортсмен      | Дисципліна | Відбірковий тур                | Відбірковий тур               | Відбірковий тур | Чвертьфінал        | Півфінал           | Фінал              | Фінал |
| Спортсмен      | Дисципліна | Суперник Результат             | Суперник Результат            | Місце           | Суперник Результат | Суперник Результат | Суперник Результат | Місце |
| -------------- | ---------- | ------------------------------ | ----------------------------- | --------------- | ------------------ | ------------------ | ------------------ | ----- |
| Янсель Рамірес | до 55 кг   | Тойота Масатоші (JPN) L 0–4 ST | Іштван Майорош (HUN) L 0–3 PO | 3               | не пройшов         | не пройшов         | не пройшов         | 22    |

## Важка атлетика
| Спортсмен  | Категорія       | Ривок     | Ривок | Поштовх   | Поштовх | Разом | Місце |
| Спортсмен  | Категорія       | Результат | Місце | Результат | Місце   | Разом | Місце |
| ---------- | --------------- | --------- | ----- | --------- | ------- | ----- | ----- |
| Ванда Ріхо | до 75 кг, жінки | 110       | 10    | 127.5     | 10      | 237.5 | 10    |

## Волейбол

### Жіночий турнір
Склад команди
Головний тренер: Хорхе Гарбей
| №  | Ім'я                    | Дата народження | Ріст, м | Вага, кг | Атака, см | Блок, см | Команда у 2004     |
| -- | ----------------------- | --------------- | ------- | -------- | --------- | -------- | ------------------ |
| 1  | Аннеріс Варгас          | 7 серпня 1982   | 1.94    | 70       | 303       | 298      | Mirador            |
| 3  | Юделькіс Баутіста       | 5 грудня 1974   | 1.93    | 68       | 312       | 308      | Mirador            |
| 5  | Евелін Каррера (L)      | 10 травня 1971  | 1.82    | 70       | 301       | 297      | Los Prados         |
| 6  | Александра Касо         | 25 квітня 1987  | 1.68    | 59       | 243       | 241      | Mirador            |
| 7  | Софія Мерседес          | 25 травня 1976  | 1.85    | 70       | 306       | 298      | Independencia      |
| 8  | Хуана Савіньон          | 13 вересня 1980 | 1.81    | 75       | 303       | 300      | Evosancris         |
| 10 | Мілагрос Кабрал         | 17 жовтня 1978  | 1.81    | 63       | 308       | 305      | Los Cachorros      |
| 11 | Хуана Мігеліна Гонсалес | 3 січня 1979    | 1.85    | 70       | 295       | 290      | Modeca             |
| 12 | Франсія Джексон (C)     | 11 серпня 1975  | 1.68    | 71       | 280       | 275      | Mirador            |
| 14 | Присілла Рівера         | 29 грудня 1986  | 1.83    | 67       | 309       | 305      | Deportivo Nacional |
| 15 | Косірі Родрігес         | 30 серпня 1977  | 1.91    | 72       | 313       | 305      | San Cristobál      |
| 16 | Кенья Морета            | 7 квітня 1981   | 1.91    | 76       | 310       | 305      | Mirador            |

Груповий етап
| М | Команда                  | Очки | Матчі | Матчі | Сети | Сети | Сети  | Мʼячі | Мʼячі | Мʼячі |
| М | Команда                  | Очки | В     | П     | В    | П    | В:П   | В     | П     | В:П   |
| - | ------------------------ | ---- | ----- | ----- | ---- | ---- | ----- | ----- | ----- | ----- |
| 1 | КНР                      | 9    | 4     | 1     | 14   | 4    | 3.500 | 429   | 346   | 1.240 |
| 2 | Росія                    | 8    | 3     | 2     | 11   | 8    | 1.375 | 426   | 388   | 1.098 |
| 3 | Куба                     | 8    | 3     | 2     | 11   | 10   | 1.100 | 443   | 460   | 0.963 |
| 4 | США                      | 7    | 2     | 3     | 11   | 10   | 1.100 | 472   | 467   | 1.011 |
| 5 | Німеччина                | 7    | 2     | 3     | 7    | 11   | 0.636 | 387   | 414   | 0.935 |
| 6 | Домініканська Республіка | 7    | 1     | 4     | 3    | 14   | 0.214 | 334   | 416   | 0.803 |

Змагання
| 14 серпня 2004 11:35 | Домініканська Республіка | 0-3 | Росія | Стадіон миру і дружби Report(s): result |
| 14 серпня 2004 11:35 | (17–25, 13–25, 16–25)    |     |       | Стадіон миру і дружби Report(s): result |

| 16 серпня 2004 11:00 | КНР                   | 3–0 | Домініканська Республіка | Стадіон миру і дружби Report(s): result |
| 16 серпня 2004 11:00 | (25–20, 25–16, 25–16) |     |                          | Стадіон миру і дружби Report(s): result |

| 18 серпня 2004 09:00 | Домініканська Республіка            | 3-2 | США | Стадіон миру і дружби Report(s): result |
| 18 серпня 2004 09:00 | (26–24, 22–25, 27–25, 23–25, 19–17) |     |     | Стадіон миру і дружби Report(s): result |

| 20 серпня 2004 11:00 | Домініканська Республіка | 0-3 | Куба | Стадіон миру і дружби Report(s): result |
| 20 серпня 2004 11:00 | (23–25, 17–25, 23–25)    |     |      | Стадіон миру і дружби Report(s): result |

| 22 серпня 2004 09:00 | Німеччина             | 3-0 | Домініканська Республіка | Стадіон миру і дружби Report(s): result |
| 22 серпня 2004 09:00 | (25–16, 25–19, 25–21) |     |                          | Стадіон миру і дружби Report(s): result |

## Дзюдо
| Спортсмен           | Дисципліна          | 1/32                                  | 1/16                             | Чвертьфінал        | Півфінал           | Втішний раунд 1                     | Втішний раунд 2    | Втішний раунд 3    | Фінал              | Фінал      |
| Спортсмен           | Дисципліна          | Суперник Результат                    | Суперник Результат               | Суперник Результат | Суперник Результат | Суперник Результат                  | Суперник Результат | Суперник Результат | Суперник Результат | Місце      |
| ------------------- | ------------------- | ------------------------------------- | -------------------------------- | ------------------ | ------------------ | ----------------------------------- | ------------------ | ------------------ | ------------------ | ---------- |
| Модесто Лара        | до 60 кг, чоловіки  | Номура Тадахіро (JPN) L 0000–1120     | не пройшов                       | не пройшов         | не пройшов         | Олівер Гуссенберг (GER) L 0000–0012 | не пройшов         | не пройшов         | не пройшов         | не пройшов |
| Хуан Ясінто         | до 66 кг, чоловіки  | Муратбек Кіпшакбаєв (KAZ) L 0000–0100 | не пройшов                       | не пройшов         | не пройшов         | не пройшов                          | не пройшов         | не пройшов         | не пройшов         | не пройшов |
| Хосе Мігель Бойсард | до 81 кг, чоловіки  | Флоріан Ваннер (GER) L 0000–1001      | не пройшов                       | не пройшов         | не пройшов         | не пройшов                          | не пройшов         | не пройшов         | не пройшов         | не пройшов |
| Вікбарт Геральдіно  | до 90 кг, чоловіки  | Тоні Бессолі (AND) W 1000–0000        | Вінстон Гордон (GBR) L 0001–1000 | не пройшов         | не пройшов         | Деніел Келлі (AUS) L 0000–1010      | не пройшов         | не пройшов         | не пройшов         | не пройшов |
| Хосе Васкес         | до 100 кг, чоловіки | Тімо Пелтола (FIN) L 0001–1001        | не пройшов                       | не пройшов         | не пройшов         | не пройшов                          | не пройшов         | не пройшов         | не пройшов         | не пройшов |

## Легка атлетика
Трекові та шосейні дисципліни
| Спортсмен     | Дисципліна                  | Гіт          | Гіт          | Півфінал   | Півфінал   | Фінал      | Фінал      |
| Спортсмен     | Дисципліна                  | Результат    | Місце        | Результат  | Місце      | Результат  | Місце      |
| ------------- | --------------------------- | ------------ | ------------ | ---------- | ---------- | ---------- | ---------- |
| Хуан Сайнфлор | 100 м, чоловіки             | не фінішував | не фінішував | не пройшов | не пройшов | не пройшов | не пройшов |
| Карлос Санта  | 400 м, чоловіки             | 45.31        | 4 Q          | 45.58      | 14         | не пройшов | не пройшов |
| Фелікс Санчес | 400 м з бар'єрами, чоловіки | 48.51        | 1 Q          | 47.93      | 1 Q        | 47.63      | 1          |

Польові дисципліни
| Спортсмен      | Дисципліна              | Кваліфікація | Кваліфікація | Фінал      | Фінал      |
| Спортсмен      | Дисципліна              | Результат    | Місце        | Результат  | Місце      |
| -------------- | ----------------------- | ------------ | ------------ | ---------- | ---------- |
| Хуана Аррендел | стрибки у висоту, жінки | 1.89         | =16          | не пройшла | не пройшла |
| Фіор Васкес    | штовхання ядра, жінки   | 17.99        | 14           | не пройшла | не пройшла |

## Настільний теніс
Одинаки
| Спортсмен | Дисципліна                 | Попередній раунд           | Раунд 1                     | Раунд 2                    | Раунд 3             | Раунд 4            | Чвертьфінал        | Півфінал           | Фінал              | Фінал |
| Спортсмен | Дисципліна                 | Суперник Результат         | Суперник Результат          | Суперник Результат         | Суперник Результат  | Суперник Результат | Суперник Результат | Суперник Результат | Суперник Результат | Місце |
| --------- | -------------------------- | -------------------------- | --------------------------- | -------------------------- | ------------------- | ------------------ | ------------------ | ------------------ | ------------------ | ----- |
| Лінь Цзю  | одиночний розряд, чоловіки | Юзава Рьо (JPN) W 4–1      | Олексій Смірнов (RUS) W 4–1 | Жан-Мишель Сев (BEL) W 4–2 | Ван Хао (CHN) L 1–4 | не пройшов         | не пройшов         | не пройшов         | не пройшов         |       |
| У Сюе     | одиночний розряд, жінки    | Оксана Фадєєва (RUS) W 4–1 | Фуцзінума Аі (JPN) L 0–4    | не пройшла                 | не пройшла          | не пройшла         | не пройшла         | не пройшла         | не пройшла         |       |

## Стрільба
| Спортсмен     | Дисципліна     | Кваліфікація | Кваліфікація | Фінал      | Фінал      |
| Спортсмен     | Дисципліна     | Бали         | Місце        | Бали       | Місце      |
| ------------- | -------------- | ------------ | ------------ | ---------- | ---------- |
| Хуліо Дуяррік | скит, чоловіки | 119          | =21          | не пройшов | не пройшов |

## Тхеквондо
| Спортсмен         | Дисципліни         | 1/16                       | Чвертьфінал        | Півфінал           | Внішний раунд 1               | Внішний раунд 2        | Фінал              | Фінал |
| Спортсмен         | Дисципліни         | Суперник Результат         | Суперник Результат | Суперник Результат | Суперник Результат            | Суперник Результат     | Суперник Результат | Місце |
| ----------------- | ------------------ | -------------------------- | ------------------ | ------------------ | ----------------------------- | ---------------------- | ------------------ | ----- |
| Габріель Мерседес | до 58 кг, чоловіки | Оскар Салазар (MEX) L 1–10 | не пройшов         | не пройшов         | Олександр Шапошник (UKR) W WO | Тамер Баюмі (EGY) L WO | не пройшов         | 5     |